# Alte Post (Hamburg)

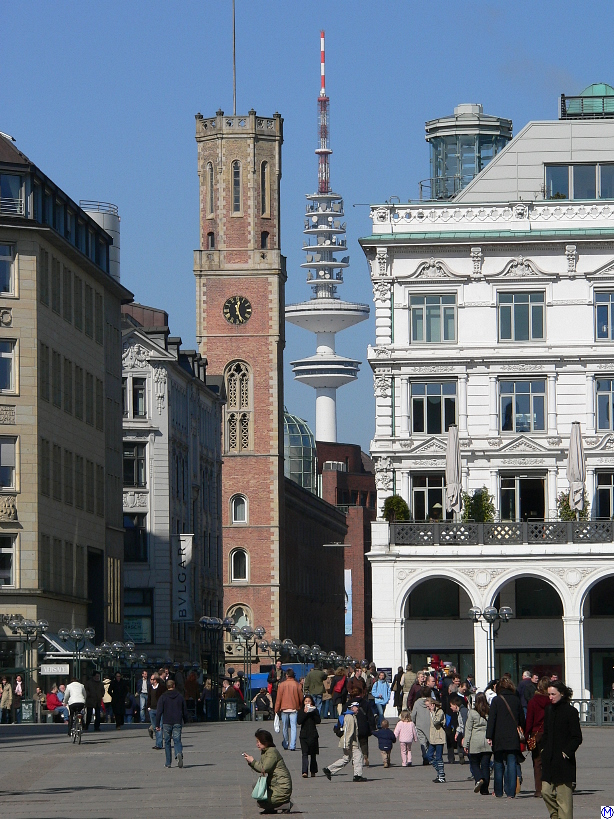
Zwei Generationen Fernmeldewesen: Alte Post und dahinter der Heinrich-Hertz-Fernsehturm. Rechts vorn die Alsterarkaden

Die Alte Post in Hamburg ist ein 1847 vollendetes Gebäude an der nach ihr benannten Poststraße in der Hamburger Neustadt. Es wurde nach dem Großen Brand von 1842 nach Plänen von Alexis de Chateauneuf aus dem Bedürfnis errichtet, mehrere der in der Stadt vertretenen Postanstalten in einem Haus zusammenzufassen. Der seinerzeit größte Verwaltungsbau der Stadt gilt als herausragendes Beispiel der sogenannten Hamburger Nachbrandarchitektur und ist eines der ältesten Postgebäude vor Gründung der einheitlichen Reichspost in Deutschland.
Das denkmalgeschützte Gebäude zwischen der Straße Große Bleichen und dem Bleichenfleet enthielt nach vollständigem Umbau 1971 eine Ladenpassage, die die Umwandlung dieses Teils der Hamburger Innenstadt zu einem Passagenviertel einleitete.

## Architektur

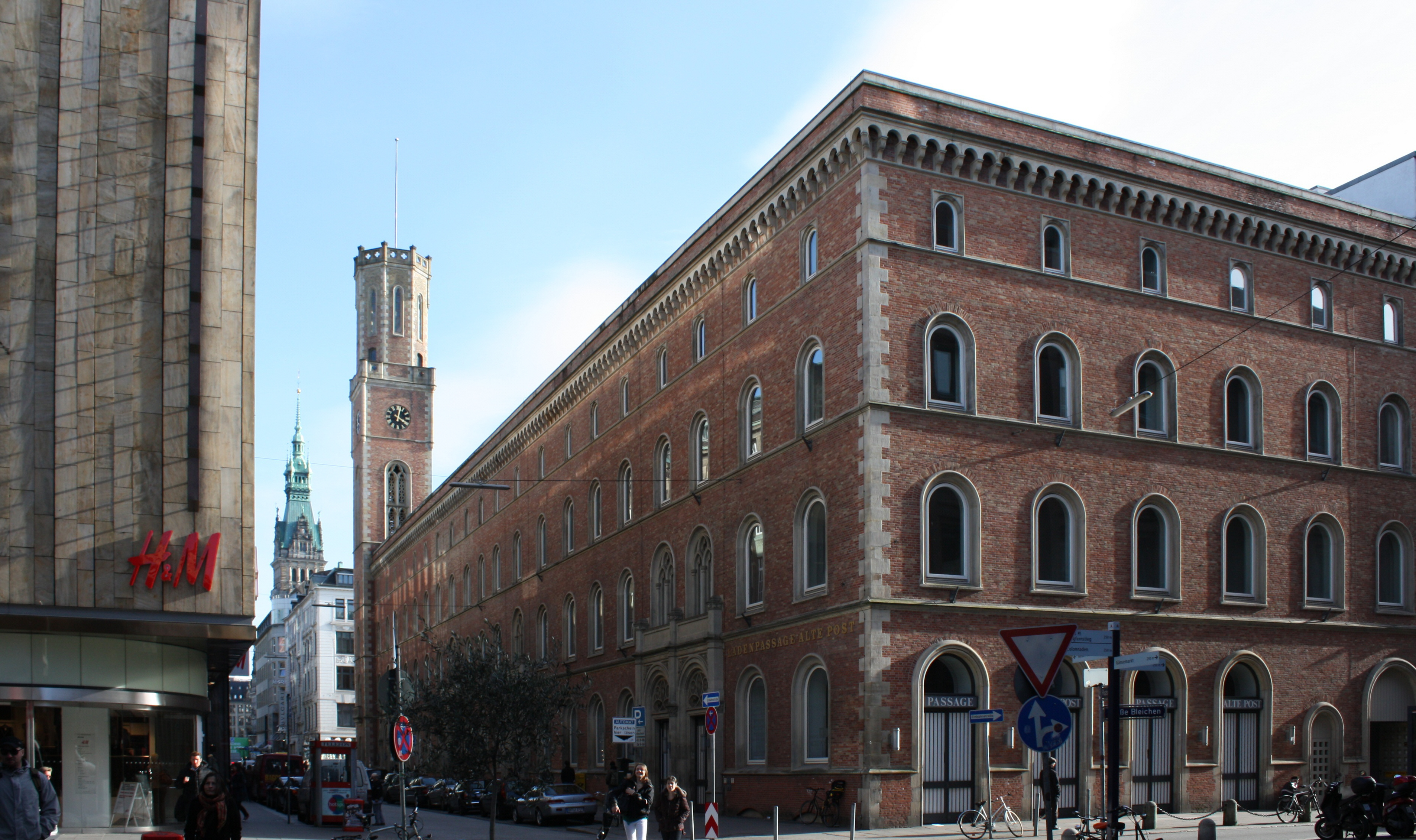
Ansicht von der Kreuzung Poststraße/Große Bleichen

Der Bau erfolgte von 1845 bis 1847 nach Entwürfen des Architekten Alexis de Chateauneuf, der maßgeblich am Wiederaufbau der Stadt mitwirkte (Alsterarkaden) und als Baumaterial zum Teil auch den bodenständigen Backstein favorisierte. So wurde die Fassade mit unverputzten Ziegelsteinflächen unter Verwendung von gotisierenden Sandsteinelementen im zeitgenössischen Rundbogenstil erbaut. Als Vorbild für den italienisch anmutenden Bau gilt auch der Stil der italienischen Renaissance (je nach Quelle werden Palazzo-Bauten der Regionen Florenz, Venedig oder der Toskana als Vorbilder zitiert).
Charakteristisch ist der hohe Uhrturm, auf dessen Spitze ein optischer Telegraf (auch Flügeltelegraf oder Semaphor) den Endpunkt für eine Nachrichtenverbindung bis zur Elbmündung, dem damals zu Hamburg gehörenden Cuxhaven, bildete. Das heutige Aussehen erhielt der Turm jedoch erst, nachdem er sich für diesen Zweck als zu niedrig erwiesen hatte. Daraufhin wurde dem Turm mit einem Oktogon-förmigen Baukörper ein weiteres Segment aufgesetzt. Vorbild des eleganten, aber regional untypischen 40 Meter hohen Turmes ist der Belfried von Brügge. Am 23. Juli 1848 nahm der neue Endpunkt der Hamburger optischen Telegraphenlinie seinen Betrieb auf. Die Telegraphenlinie wurde jedoch im Jahr darauf wieder eingestellt, als seit dem 15. Oktober 1848 ein elektrischer Telegraf (Morsetelegrafie) auf der für Hamburg wichtigen Verbindung nach Cuxhaven (Meldung von einlaufenden Schiffen) eingesetzt wurde.
Alexis de Chateauneuf hat detaillierte Zeichnungen des Postgebäudes in seiner Publikation Architectura publica veröffentlicht, die posthum 1860 erschienen ist.

## Geschichte
Am 2. Januar 1848 wurde in dem Gebäude die Hamburgische Stadtpost (Freistädtisches Postamt der Hamburger Staatspost) eröffnet. Ebenso waren darin das Fürstlich Thurn und Taxis’sche Oberpostamt, das Königlich Hannoversche Oberpostamt und die Königlich Schwedische Post mit ihren Dienststellen untergebracht. Ihre Wappen und Embleme befinden sich noch heute an den Portalen der jeweiligen Eingänge. Weitere in Hamburg vertretene Postanstalten hatten ihren Sitz in anderen Gebäuden.
Mit der Gründung des Norddeutschen Postbezirks 1868 wurde die hamburgische Post dem Norddeutschen Bundes-Oberpostamt übertragen, das seinen Sitz im Gebäude der Stadtpost erhielt und in dem nach Einführung der einheitlichen Reichspost auch die kaiserliche Oberpostdirektion untergebracht war. 1887 zog diese mit der Telegraphendirektion in die neue Oberpostdirektion am Stephansplatz
um. Das alte Postgebäude wurde darauf wieder von der Freien und Hansestadt übernommen und von der Hamburger Verwaltung und als Archiv genutzt.

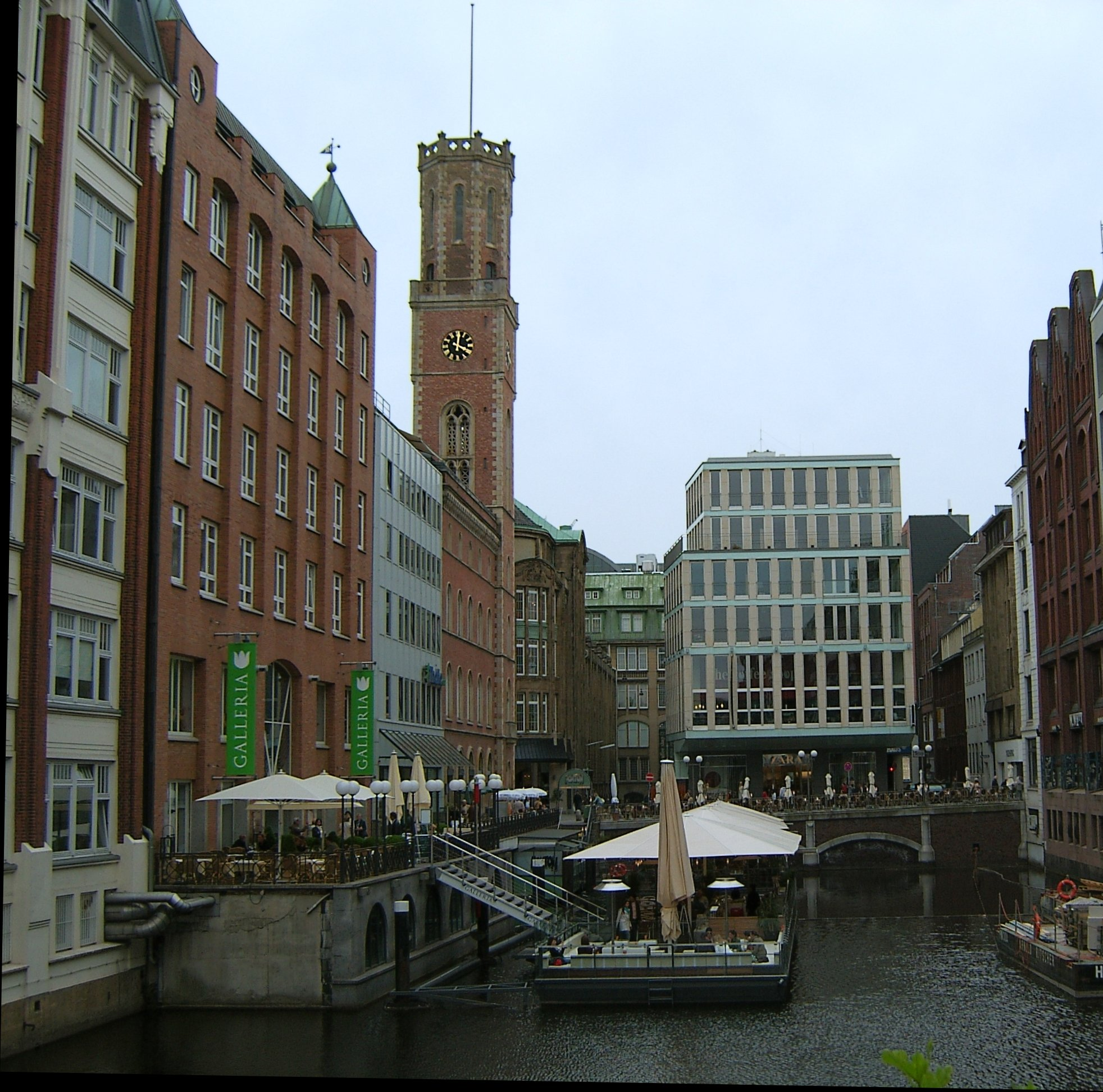
Das Bleichenfleet mit dem Turm der Alten Post

1924 zog das Hamburgische Welt-Wirtschafts-Archiv (HWWA), das zuvor über mehrere Standorte verteilt war, in das Haus. Im selben Jahr wurde die Alte Post, als eines der ersten staatseigenen Gebäude der Stadt, unter Denkmalschutz gestellt.
Von 1924 bis 1937 war das Gebäude auch Sitz des Instituts für Auswärtige Politik, eines der ersten Friendensforschungsinstitute.
Das Gebäude überstand den Zweiten Weltkrieg ohne große Schäden. Bei der Sturmflut 1962 wurden die Magazinräume des HWWA bis zu 1,60 Meter unter Wasser gesetzt, wodurch ein Teil des Archivs zerstört wurde. 1965 zog das HWWA schließlich aus. Zugleich hatte sich der bauliche Zustand verschlechtert. Um den Bau nicht abreißen zu müssen, einigte sich die Stadt auf eine vollständige Renovierung.
Zwischen 1968 und 1971 erfolgte für 8 Millionen Mark der Umbau mit Entkernung des Inneren und unter Beibehaltung der alten Fassade nach Plänen von Baudirektor H. D. Gropp und Ursula Kresse. Die ursprünglichen vier Geschosse wurden zu sechs Stockwerken ausgebaut. Es enthielt nun eine Ladenpassage, eine Tiefgarage und in den oberen Stockwerken 3000 Quadratmeter Bürofläche, die auch von Senat und Bürgerschaft genutzt wurden. Es folgten mehrfache Neugestaltungen der Ladenpassage (so 1988) und im Jahr 1998 für 2 Millionen Mark eine Grundinstandsetzung, bei der auch das alte Mauerwerk saniert wurde.

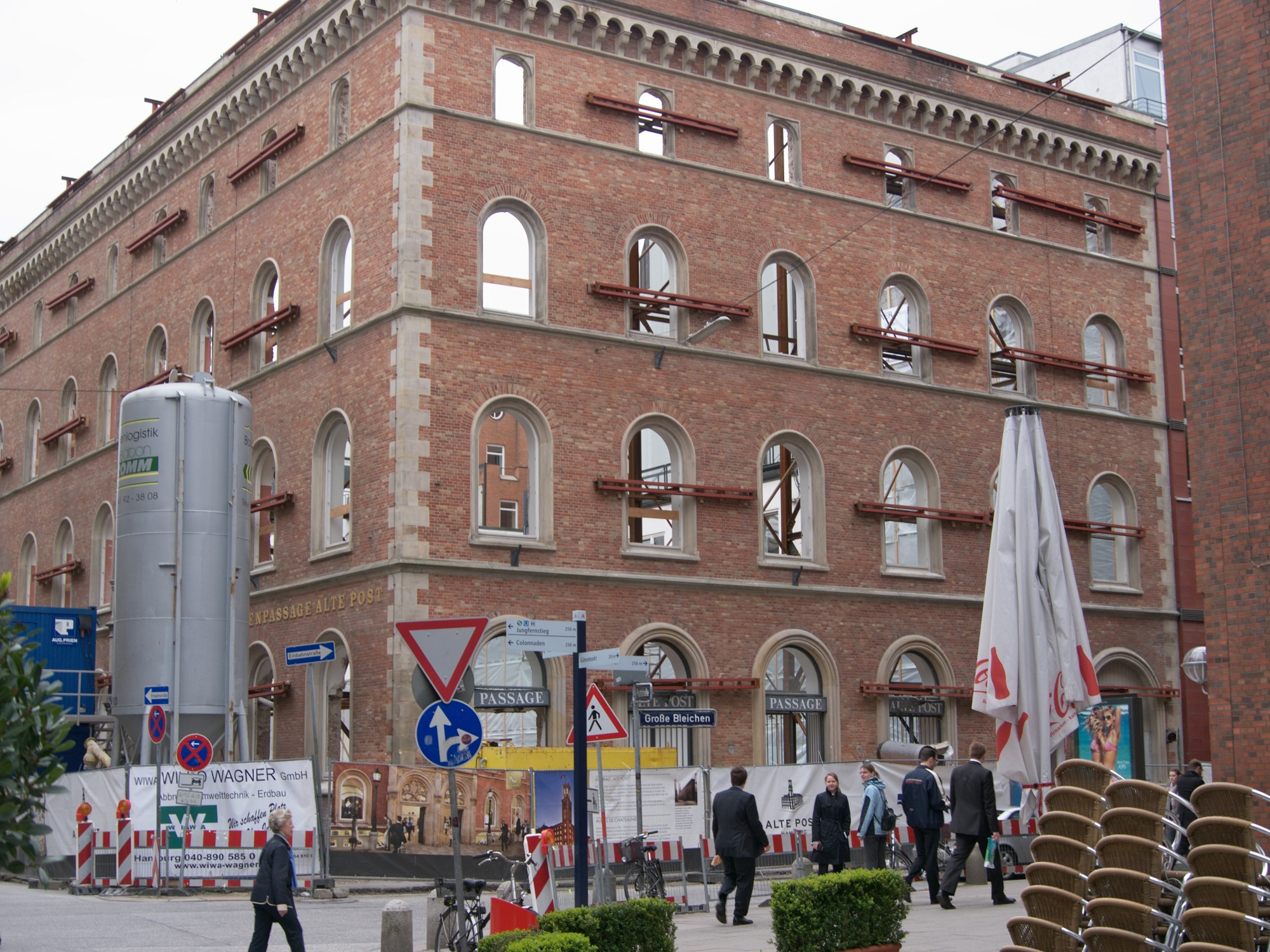
Nach Auskernung (Mai 2010)

Ende 2008 schlossen die letzten Läden in der Passage Alte Post. Das Gebäude wurde 2010 erneut entkernt und durch das Hamburger Architekturbüro Alk Arwed Friedrichsen bis Anfang 2012 neu ausgebaut. Dabei wurden einige historische Details wie Gusseisen-Kandelaber, Fenster und Türen nach den originalen Zeichnungen Chateauaneufs rekonstruiert. Auffälligste Änderung war die Wiedererrichtung einer Balustrade vor dem Gebäude. Diese wurde seitlich und nach oben hin verglast, um sie als Vitrinen nutzen zu können. Durch diesen Schaufensterersatz ließ sich verhindern, dass die Fensteröffnungen des Erdgeschosses bis auf Bodenniveau geöffnet werden mussten. Beim Neuausbau wurden die ursprünglichen Geschosshöhen wiederhergestellt. Um dennoch zu den geforderten Nutzflächen zu kommen, erhielt das Gebäude zwei zusätzliche Staffelgeschosse.
Im März 2012 verlieh eine Jury auf der Internationalen Immobilienmesse MIPIM in Cannes den Special Jury Award 2012 für die Erneuerung der Alten Post. Die Läden im Erdgeschoss werden von Filialen verschiedener Unternehmen genutzt, die darüber liegenden Etagen sind als Büros vermietet.

## Poststraße
Die Poststraße verbindet den Rathausmarkt mit den Hohen Bleichen/ABC-Straße bzw. über die abzweigende Gerhofstraße mit dem Gänsemarkt. Zwischen den Straßen Hohe Bleichen und den kreuzenden Große Bleichen hieß sie ursprünglich Königsstraße. Ihre schmale Verlängerung, die Kleine Königsstraße, endete am Bleichenfleet.
Nach dem großen Stadtbrand wurde die Poststraße parallel zum Jungfernstieg neu angelegt und führte nun über das Bleichenfleet mit der Postbrücke zum Neuen Wall. Von der dortigen Kreuzung führt die Schleusenbrücke zum Rathausmarkt, die als Verbindung ebenfalls erst nach dem Brand entstand. Der Name „Poststraße“ wurde später auf die gesamte Königsstraße übertragen.